# Almut Hille
Almut Hille (* 11. Dezember 1968) ist eine deutsche Germanistin.

## Leben
Sie studierte neuere deutsche Literatur, Lateinamerikanistik und Deutsch als Fremdsprache an der FU Berlin (1996 M.A.). Nach der Promotion 2003 war sie von 2009 bis 2017 Juniorprofessorin für Deutsch als Fremdsprache: Kulturvermittlung an der FU Berlin und seit 2017 Professorin für Deutsch als Fremdsprache: Kulturvermittlung an der Freien Universität Berlin.
Ihre Arbeitsschwerpunkte sind kulturelles Lernen im Fach Deutsch als Fremdsprache, Literatur und Medien im Fach Deutsch als Fremdsprache, interdisziplinäre Deutschlandstudien, deutschsprachige Literatur des 20. und 21. Jahrhunderts, deutsch-chinesische Beziehungen in Literatur und Kultur und Kulturgeschichte.

## Schriften (Auswahl)
- Identitätskonstruktionen. Die „Zigeunerin“ in der deutschsprachigen Literatur des 20. Jahrhunderts. Würzburg 2005, ISBN 3-8260-2923-2.
- als Herausgeberin mit Benjamin Langer: Erzählte Städte. Beiträge zu Forschung und Lehre in der europäischen Germanistik. München 2013, ISBN 978-3-86205-297-4.
- als Herausgeberin mit Camilla Badstübner-Kizik: Kulturelles Gedächtnis und Erinnerungsorte im hochschuldidaktischen Kontext. Perspektiven für das Fach Deutsch als Fremdsprache. Frankfurt am Main 2015, ISBN 3-631-65746-3.
- als Herausgeberin mit Huang Liaoyu und Benjamin Langer: Generationenverhältnisse in Deutschland und China. Soziale Praxis – Kultur – Medien. Berlin 2016, ISBN 3-11-048871-X.